# Weinflasche
Die Weinflasche ist das gängigste gläserne Transport- und Lagerbehältnis für den Weinverkauf an den Endverbraucher. Zur Beschriftung wird sie mit einem Weinetikett versehen, für welches im Sinne der Lebensmittelinformationsverordnung inhaltliche Vorschriften bestehen. Flaschen für Wein werden in vielen Größen und Formen hergestellt. Die gängigste Größe fasst 0,75 Liter Wein. Diese Größe ist seit 1977 EU-Norm. Davor wurden die meisten Flaschen in Größen zwischen 0,7 und 0,8 Liter hergestellt. In den USA und in der Schweiz wird diese 0,75-Liter-Standardgröße bis heute nicht durchgängig eingesetzt.

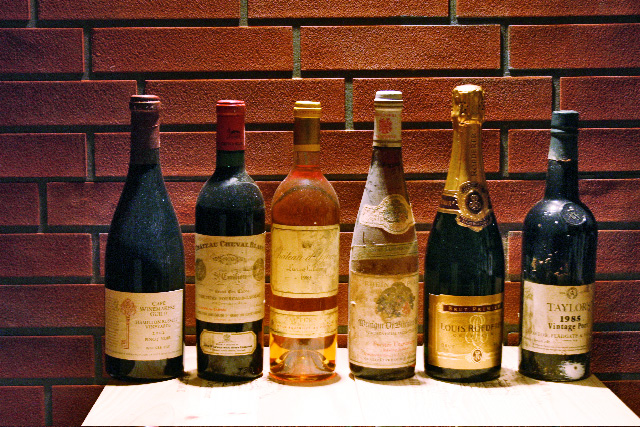
Gängige Weinflaschenformen – von links: Burgunder, Bordeaux (rot und weiß), Schlegelflasche, Champagner, Portwein

## Geschichte

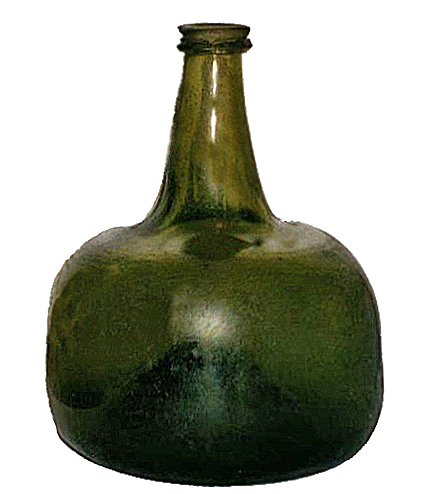
Weinflasche um 1750

In früheren Zeiten wurde Wein in der Regel in Fässern und Bottichen gelagert und in Metall- und Keramikkrügen serviert, die in der Form eher an Kochtöpfe als an Flaschen erinnern. Außerdem wurde Wein in so genannten „Schläuchen“ gehandelt – Behältern aus Tierhäuten. Im 17. Jahrhundert kam die Glasflasche auf, die sich im 18. Jahrhundert immer mehr ausbreitete und Mitte des 19. Jahrhunderts zum populärsten Behälter für Wein avancierte. Der Grund dafür ist einfach: Glas ist auch chemisch neutral, was es ideal für Flüssigkeitsbehälter macht.
Mit der Erfindung der Glasflasche und des Korkens gegen Ende des 17. Jahrhunderts wurde Wein länger haltbar und konnte sogar noch in der Flasche nachreifen, statt zu oxidieren oder den Geschmack seines Behälters anzunehmen. Um das zu verhindern, wurde der Wein davor oft mit Harzen versetzt, gezuckert oder verdünnt, sodass erst mit der Erfindung der Glasflasche die Art Wein entstand, die wir heute kennen.
Die ersten Flaschen wurden noch aus schwarzem Glas hergestellt, später kam olivfarbenes, grünes und dann braunes Glas dazu. Aus einer anfangs sehr bauchigen, „zwiebelartigen“ oder holzhammerartigen Mallet-Form wurden mit der Zeit höhere, zylindrische Flaschen. Mit der Zeit bildeten sich eigene Formen für die verschiedenen weinerzeugenden Regionen heraus. Im 19. Jahrhundert wurden häufig Siegel der Hersteller zur Identifizierung ins Glas geprägt. 1894 wurde die erste maschinengefertigte Cognacflasche hergestellt und die Zeit der uniformen Flaschen begann.

## Flaschenformen
Es gibt eine große Vielzahl verschiedene Weinflaschenformen, dennoch haben sich einige wenige inhaltstypische Grundformen herausgebildet.

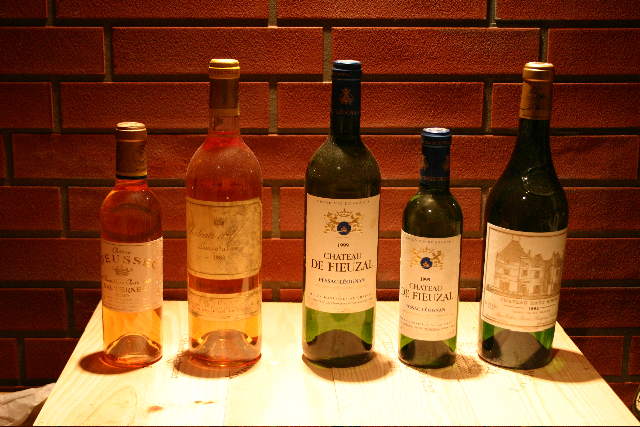
Weiße Bordeauxflaschen

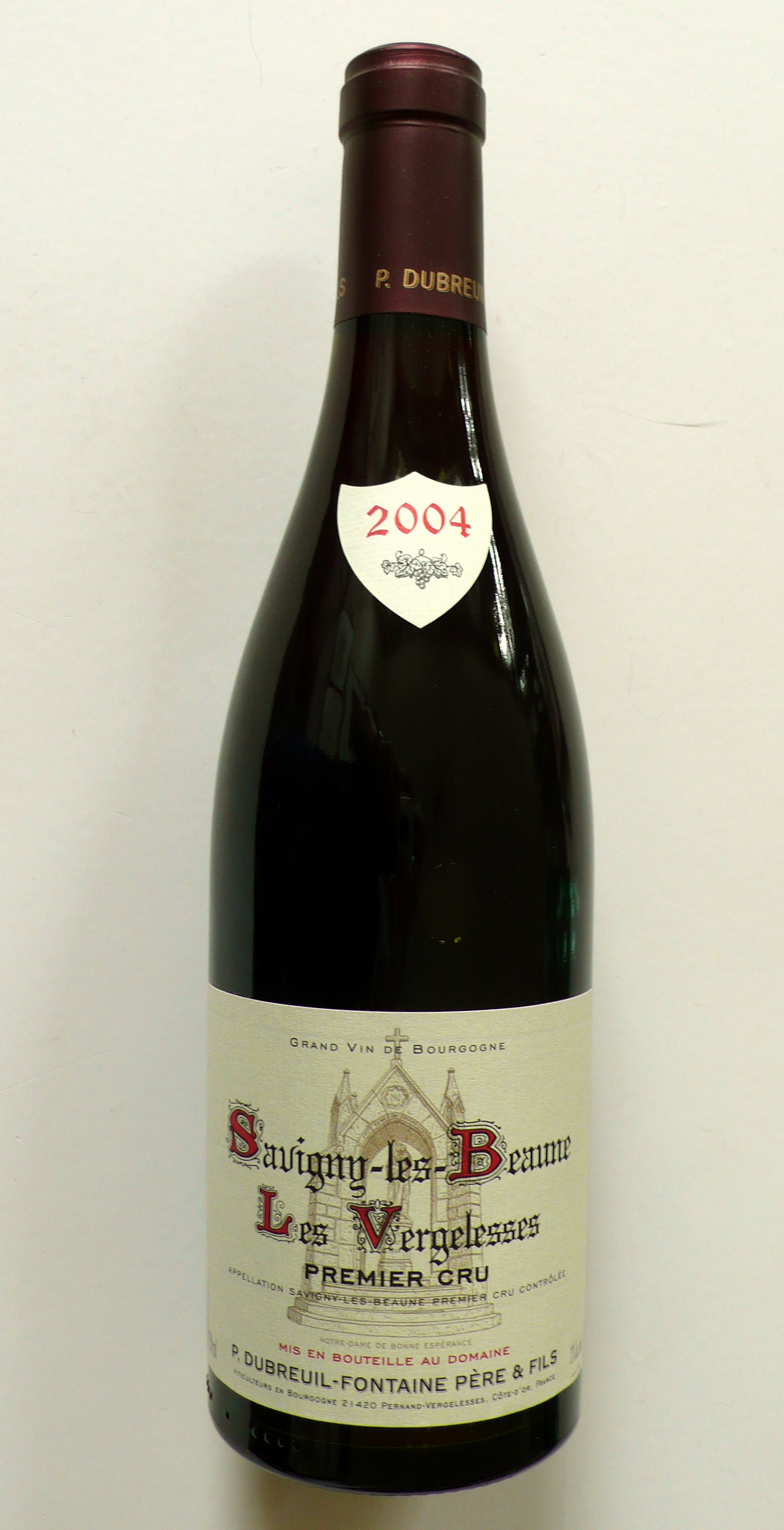
Typische Burgunderflasche

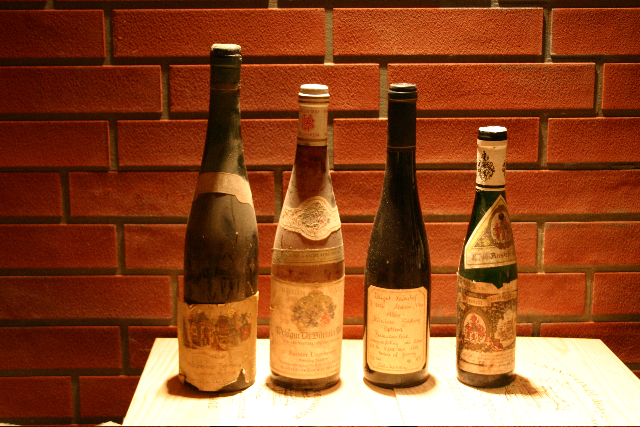
Einige Hochflaschenvarianten

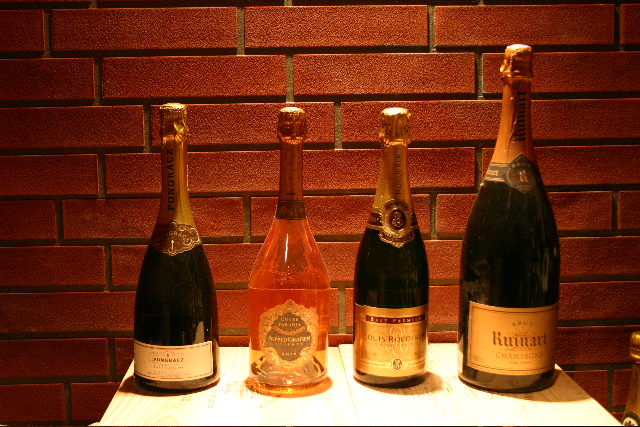
Schaumweinflaschen

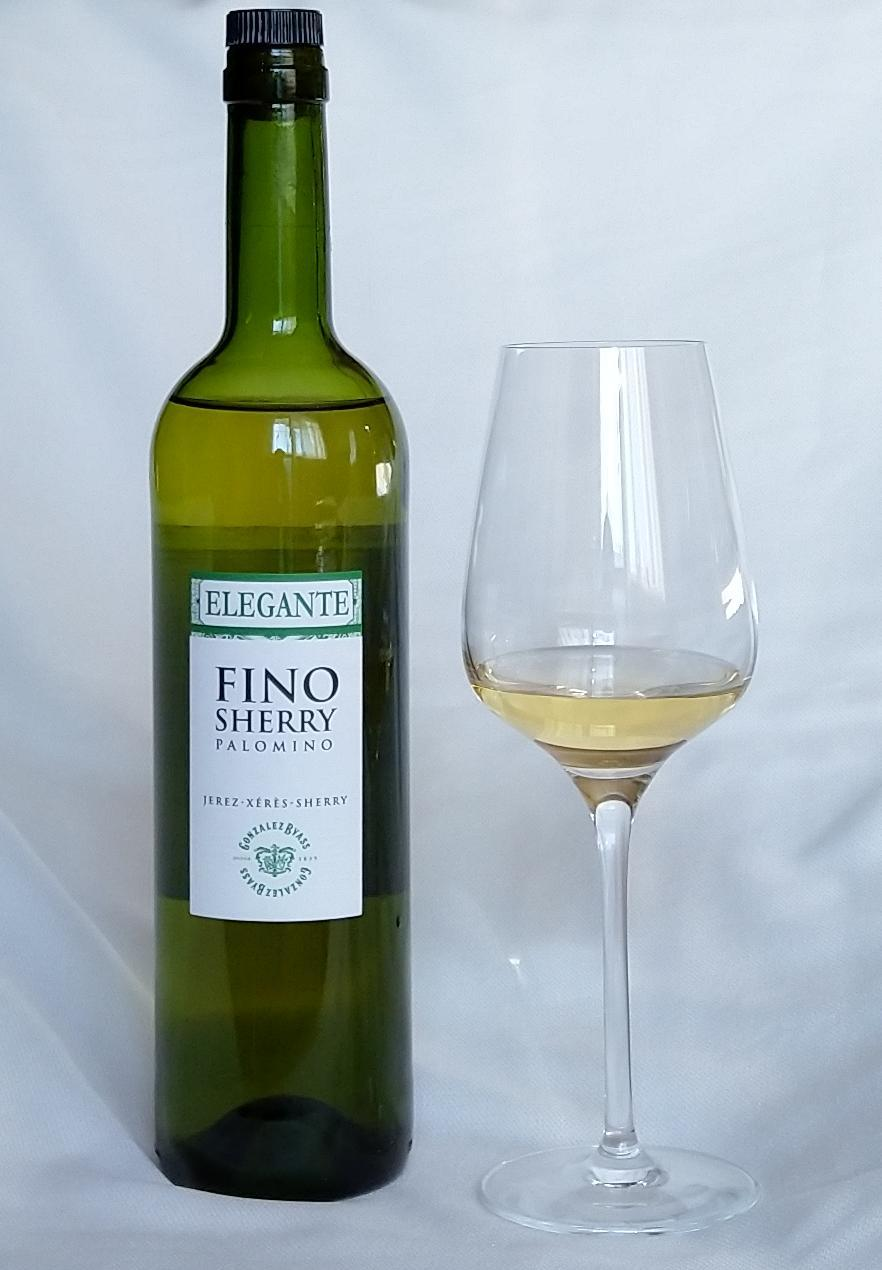
Grüne Sherryflasche

### Die Bordeauxflasche
Die Bordeauxflasche ist leicht an ihren „Schultern“ zu erkennen. Sie gehört heute zu den populärsten Flaschenformen für trockene Rotweine. Der Boden ist leicht gewölbt, um zu verhindern, dass Ablagerungen beim Eingießen aufgespült werden. Ein alter Bordeaux sollte deshalb rechtzeitig vor dem Servieren aufrecht gestellt werden, damit das Depot in die kleine Rille um die Beule rutschen kann (dies trifft gleichermaßen auf Burgunder zu). Bordeauxflaschen gibt es in grün (für trockene Rot- und Weißweine) und in klarem Glas (für süße und einige trockene Weißweine). Die klassischen Rebsorten für die Bordeauxflasche sind Cabernet Sauvignon, Merlot, Petit Verdot, Cabernet Franc, Sauvignon Blanc und Semillion.
Es gibt sie, wie alle Weinflaschen, in einer Reihe verschiedener Größen. Hinzu kommen Sonderflaschen: Im Bordeaux hat das Château Haut-Brion schon seit vielen Jahrzehnten eine einzigartige Flaschenform.

### Der Bocksbeutel
Für hochwertige Weine aus Franken und teilweise Baden (Tauberfranken) wird eine beutelartige Flaschenform, der sogenannte Bocksbeutel, in den Farben grün oder braun verwendet.

### Die Burgunderflasche
Die Burgunderflasche hat keine Schultern. Sie wird für Rotwein (in der Regel Spätburgunder) und Weißwein (meist Chardonnay) verwendet. Die klassische Burgunderflasche ist dunkel- bis hellgrün, es gibt aber auch Klarglasvarianten. Sie ist auch die klassische Flaschenform für Rhôneweine (meist etwas breiter) und viele Loireweine. In Kalifornien benutzt man sie unter anderem auch für Chenin Blanc. In Italien wird sie teilweise in sehr dunklem (auch braunem) Glas für viele verschiedene Weine verwendet (zum Beispiel Barolo). In Deutschland nimmt man sie zum Beispiel für Grau- oder Spätburgunder.

### Die Hoch- oder Schlegelflasche
Die Hoch- oder Schlegelflasche ist eine Weißweinflasche mit schlankem Hals, in den Farben rot, rotbraun, blau, grün. Sie hat ihren Ursprung in Deutschland. Sie wird deshalb auch vorzugsweise für die in Deutschland üblichen Rebsorten (Riesling, Rieslaner, Gewürztraminer) verwendet. Es gibt sie in der Regel in braun (Rhein) und grün (Mosel). Neben Deutschland ist die Hochflasche eine typische Form für das Elsass (meist etwas höher als in Deutschland), Österreich und die Schweiz. Weltweit wird sie gerne für Rieslinge und Dessertweine benutzt.

### Die Champagnerflasche
Die Legende sagt, die Champagnerflasche gehe auf den Mönch Dom Pérignon zurück. Tatsächlich wurde die Champagnerflasche im 18. Jahrhundert jedoch von der Glashütte Buhlbach bei Baiersbronn im Schwarzwald von Johann Georg Böhringer und seinem Kompagnon Franz K. Klumpp erfunden. Sie fanden die Lösung durch die Wölbung im Boden, da viele Kellereien große Verluste an Flaschen hatten, die dem Druck des Champagners nicht standhalten konnten und explodierten. Die Buhlbacher Glashütte produzierte jährlich zwei Millionen mundgeblasene Flaschen, die weltweit exportiert wurden. Der „Buhlbacher Schlegel“ war der Verkaufserfolg der Glashütte. Die Flasche ist recht dickwandig, um dem Druck im Flascheninneren standzuhalten. Der gewölbte Boden entstand ursprünglich beim Glasblasen, weil die Flasche über einen Holzstab gedreht wurde, allerdings gibt der gewölbte Boden den Druck auch besser an die Wände ab und sorgt damit dafür, dass der Flaschenboden nicht bricht. Die klassische Champagnerflasche ist grün, nur wenige Ausnahmen sind klar. Allerdings sollten solche Flaschen nicht länger der Sonne ausgesetzt sein, da der Geschmack der Weine schnell leiden würde (dies ist der Grund, weshalb klare Champagnerflaschen auch meist in Kartons oder farbiger Folie verkauft werden). Die grüne (oder bei anderen Weinen braune) Farbe schützt den Wein generell vor der schädlichen Wirkung des Lichtes und ist gerade bei lange lagerndem Wein wichtig. Generell gilt: je dunkler die Flasche (und der Lagerort), desto besser der Schutz.
Klassischer Champagner erfährt in der Flasche eine zweite Gärung. Diesen Vorgang nennt man Flaschengärung oder auch Champagnerverfahren. Hierfür wird nach der ersten Gärung Hefe, Grundwein und Zucker in die Flasche gefüllt und dieser in der Regel mit einem Kronkorken verschlossen (deshalb auch der wulstige Rand der Flasche). Durch regelmäßiges Rütteln der Flasche lagern sich die Gärungsrückstände, das Depot, im Flaschenhals ab. Nach dem Abschluss der zweiten Gärung wird das Depot entfernt. Dies geschieht durch Einfrieren des Flaschenhalses. Beim Öffnen der Flasche schießt der Eispfropfen heraus. Diesen Vorgang nennt man Degorgieren. Der Sekt wird mit der Dosage aufgefüllt, um ihm seinen endgültigen Geschmack zu verleihen und endgültig verkorkt.

### Die Tokayerflasche
Für Tokayerweine werden weiße Flaschen mit abgesetztem Hals verwendet. Der ungarische Tokajer wird ebenso wie der Portwein in die für Weine der Provence traditionelle Keulenflasche gefüllt.

### Die Sherry-Flasche
Sie hat einen abgesetzten Hals; die farbigen Flaschen werden für Likörweine verwendet.

### Wölbung im Boden
Die konkave, d. h. nach innen gewölbte Form des Flaschenbodens, besonders bei Bordeaux- und Champagnerflaschen, wird in der Fachsprache culot de bouteille genannt. Die Wölbung im Flaschenboden der druckfesten Champagnerflasche wurde im Schwarzwald im 18. Jahrhundert erfunden. Der „Buhlbacher Schlegel“ verhalf der Glashütte Baiersbronn-Buhlbach zum weltweiten Erfolg. Hauptzweck dieser Wölbung ist eine bessere Stabilität und Druckfestigkeit, da sich der Druck somit auf eine größere Fläche im Flaschenboden verteilt.

### Weitere Flaschenformen
Darüber hinaus gibt es eine Vielzahl weiterer typischer Flaschenformen, die teilweise auf bestimmte Weinangebote festgelegt sind. Mit den 1990er Jahren gibt es eine generelle Tendenz zu meist schlanken Designerflaschen.
- Die Clavelin ist eine besondere Flaschenform mit gedrungenem Körper der eng in den Hals übergeht. In diese Flaschen wird ausschließlich Vin Jaune, ein Dessertwein aus dem französischen Jura abgefüllt. Diese 0,62 l-Flasche soll die Qualität erhalten und verhindern, dass nach 6,5 Jahren Reife im Fass der Wein weiterhin Flüssigkeit verliert.
- Die neue Rheingauer Flöte wurde für den Rheingauer Weinbauverband aus dem Rheingau gestaltet und wird seit den 1990er Jahren propagiert. Die schlanke dunkelblaugrüne Flasche mit 0,75 Liter Inhalt ist höher als übliche Weinflaschen und knüpft damit an die Rheingau-Flasche aus der Zeit um 1900 an, sie soll Eigenständigkeit vermitteln und elegant und ansprechend wirken.
- Die Sachsenkeule wurde zur Verbesserung der Attraktivität des Elbtalweines 1931 im Staatsweingut Hoflößnitz als grüne Flasche in Keulenform entwickelt. Als Alleinstellungsmerkmal für Sachsen war eine Qualitätsauszeichnung beabsichtigt und mit der Rückkehr zum Lokalstolz auf sächsische Weine wurde diese Form in den 1990er Jahren wieder aufgegriffen. Die Keule fand aber keine allseitige Verwendung für Sachsenweine. Durch von der Keule bedingte geringere Standfläche im Kasten hat diese Form eine schlechtere Auflage und Standfestigkeit als die Normalform.
- Kalifornische Weine werden seit Anfang der 1990er Jahre mit einer eigenen Flaschenform (ohne Kapsel, mit verbreitertem Halsende) angeboten. Damit soll ebenfalls der Wein in der eigenen Form betont werden.
- Besondere Flaschen sind nicht für den Verkauf, sondern ausschließlich zur Lagerung bestimmt. Eine klassische Variante ist die Demi-John. Dieser fasst 45 Liter und wird zum Beispiel zur Lagerung von Non-Vintage Portwein, von Sherry oder Moscatel genutzt. Diese werden für den Handel schließlich auf die übliche (0,75-Liter-)Flasche gezogen.

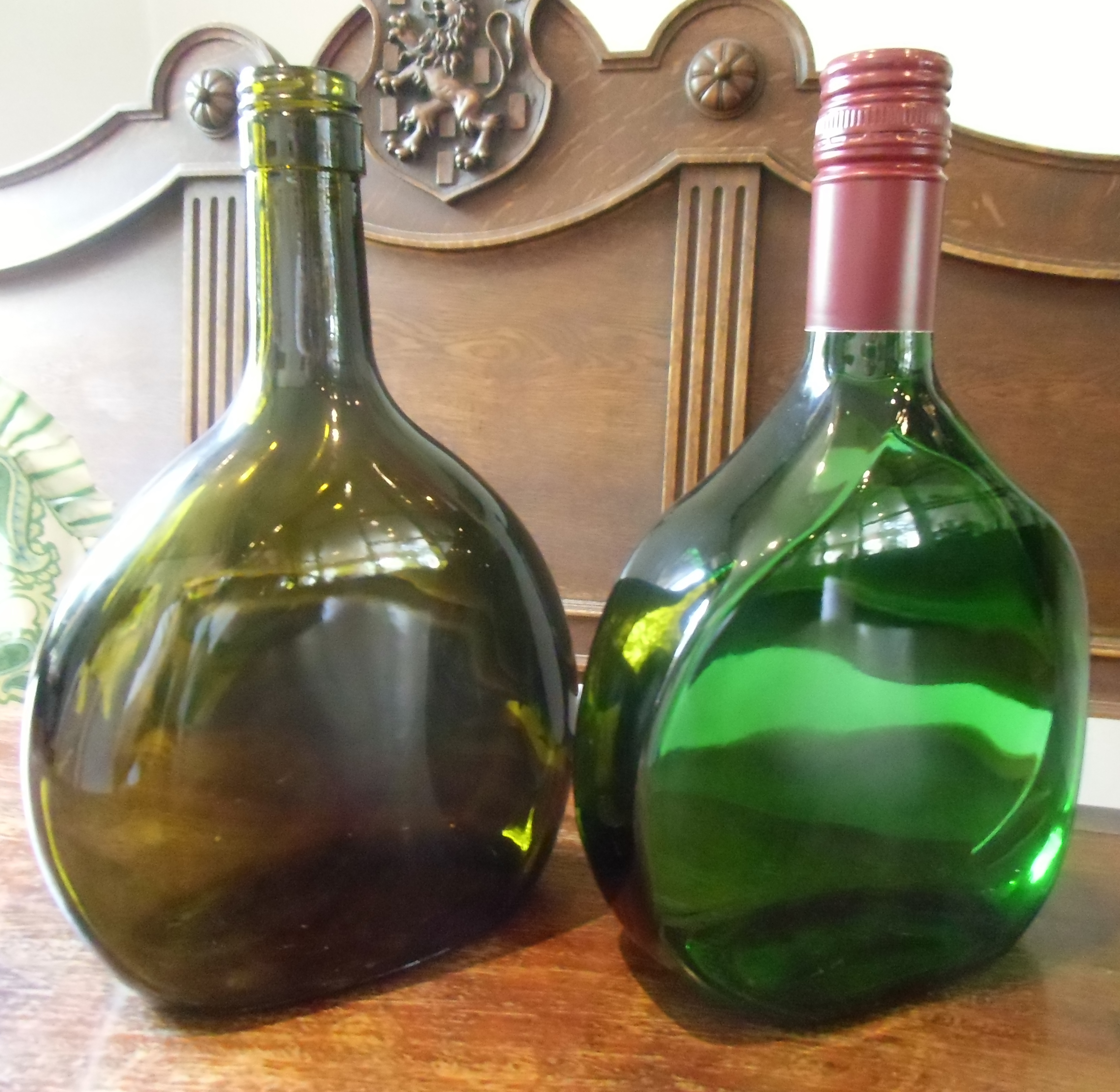
Bocksbeutel: alte (links) und neue Flaschenform (rechts)
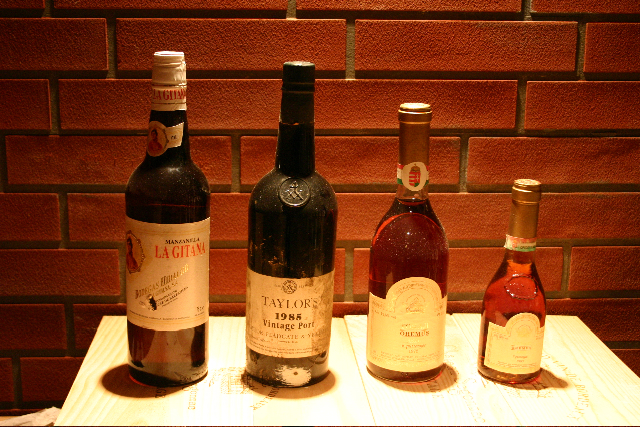
Weitere Formen von Weinflaschen
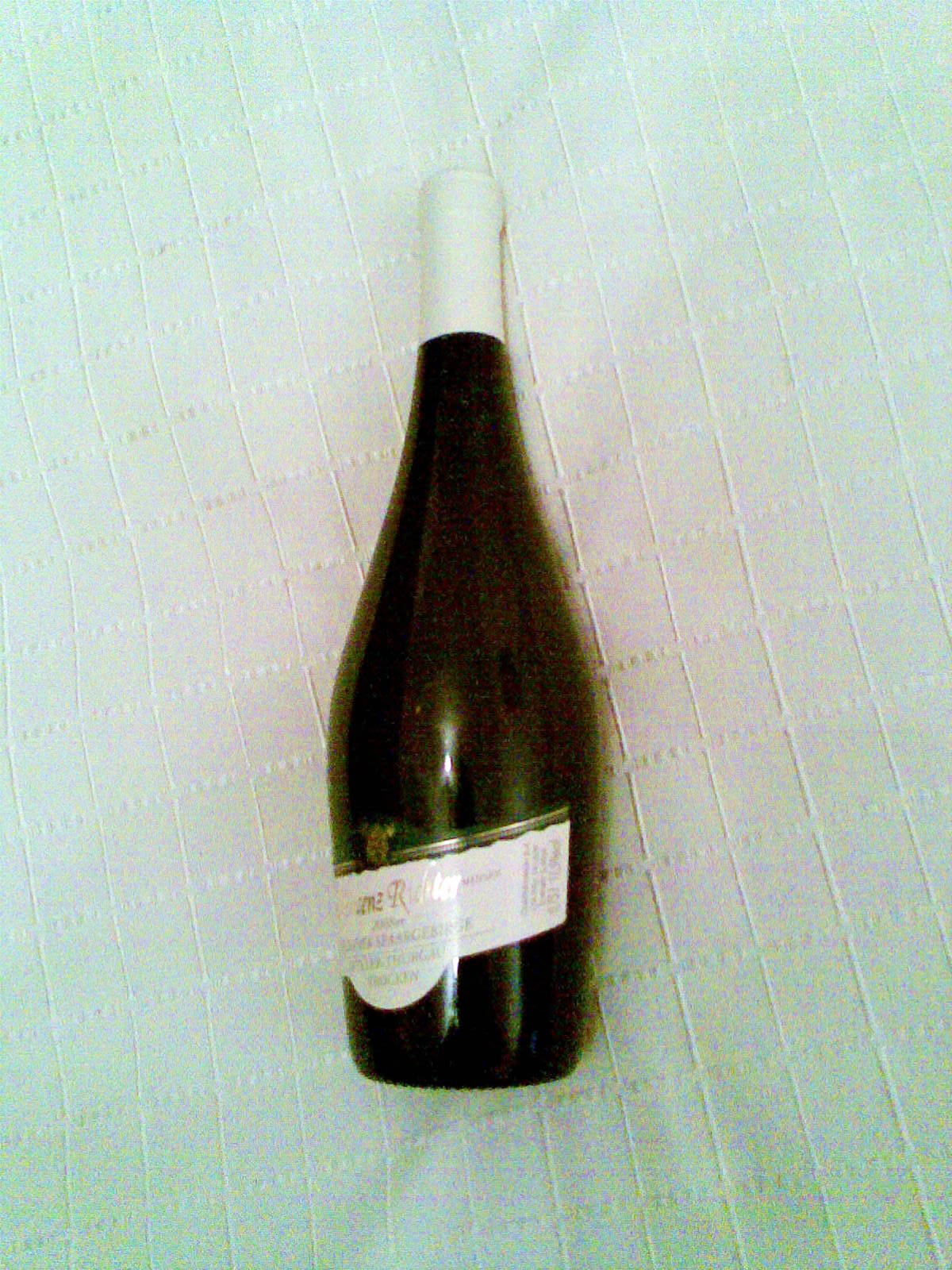
Sachsenkeule Weingut Vincenz Richter
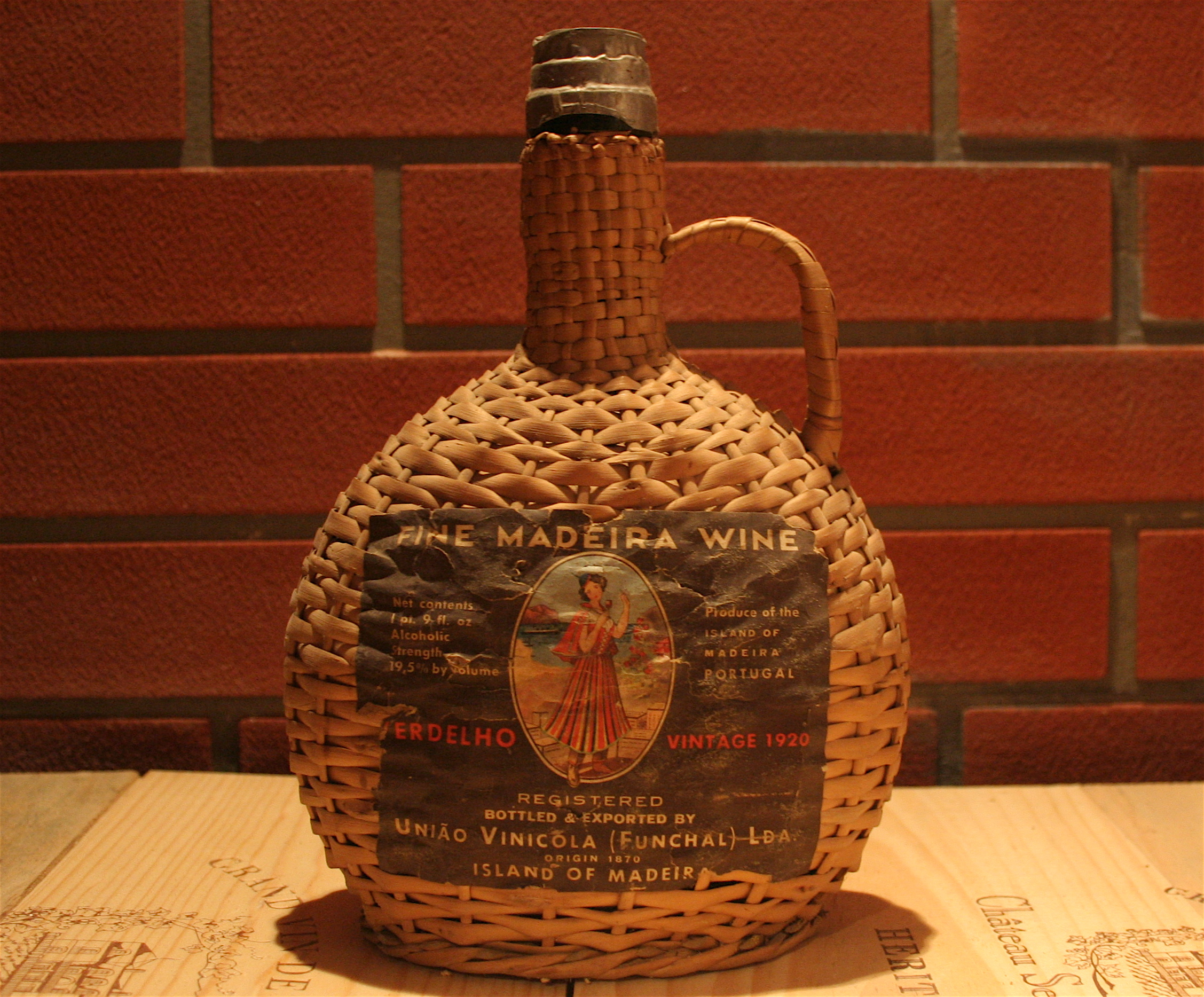
Korbflasche

## Flaschengrößen
Die ersten mundgeblasenen Mallet-Flaschen waren deutlich kleiner als die heute üblichen 0,75-Liter-Flaschen. Während diese für zwei Personen vorgesehen ist, wurde anfangs in der Regel Wein für eine Person in eine Flasche gefüllt, um keinen Wein zu verschwenden. Seit 1977 ist die Standardweinflasche mit 750 ml per EU-Norm beschrieben und seit 1989 verbindlich. Weitere Flaschenformate sind Bruchteile oder Vielfaches davon. Die USA haben sich 1979 angepasst, nur in der Schweiz gibt es noch vereinzelt 0,70-Liter-Flaschen.
Wein in kleinen Flaschen reift schneller als in großen. Aus diesem und anderen Gründen wird Wein in verschiedene Flaschengrößen abgefüllt.
- 0,187 Liter: Dinky, Split
- 0,2 oder 0,25 Liter: Piccolo oder Viertel-Flasche, Stifterl (Österreich)[6]
- 0,375 Liter: Halbe Flasche, Demi/Fillette (Frankreich), half bottle (USA/UK), Stifterl des Stiftes Klosterneuburg (Österreich), dreiachtel (Schweiz)
- 0,5 Liter: Französischer Pot oder auch Dumpy (USA/Südafrika)
- 0,62 Liter: Clavelin-Flasche (nur im Jura), s. auch Vin Jaune
- 0,7 Liter: manchmal noch in der Schweiz anzutreffen (Demi-Pot in der Waadt), ansonsten fast ausschließlich den Spirituosen vorbehalten. Für deutsche Weine war diese Größe bis 1987 üblich.
- 0,75 Liter: Flasche, Normalflasche, Bouteille in Frankreich und Österreich, Bottle (USA/UK/ZA) häufigstes Volumen beim Bocksbeutel, entspricht ungefähr dem American fifth = 1/5 einer Gallone = 0,757 l, wird in der Gastronomie oft auch als 1/1 (eintel) Flasche bezeichnet
- 0,8 Liter: ein französischer Litron, vor der Französischen Revolution gebraucht
- 1 Liter: Literflasche (mitunter, z. B. in Deutschland, mit Flaschenpfand belegt)
- 1,4 Liter: Pot (im Waadtland, Schweiz)
- 1,5 Liter: Magnumflasche = 2 Flaschen
- 2 Liter: Doppelliterflasche (umgangssprachlich „Doppler“)
- 2,25 Liter: Marie-Jeanne (veraltet, nur noch bei alten Bordeaux bis zirka 1970) auch Tregnum oder Tappithen = 3 Flaschen
- 3 Liter: Doppelmagnum (Bordeaux), Jeroboam (Champagner) = 4 Flaschen
- 4,5 Liter: Jeroboam (Bordeaux), Rehoboam (Champagner, Burgunder) = 6 Flaschen
- 5,0 Liter: Jeroboam (moderne Größe, seit zirka 1978 ausschließlich für dieses Format benutzt)
- 6 Liter: Methusalem (Champagner, Burgunder)
- 6,0 Liter: Imperiale (Bordeaux)

selten:
- 9 Liter: Salmanazar (nur für Champagner/Burgund) = 12 Flaschen
- 12 Liter: Balthazar (nur für Champagner/Burgund) = 16 Flaschen
- 15 Liter: Nebukadnezar (i. d. R. für Champagner, manchmal Burgund) = 20 Flaschen

seltener auch:
- 7,5 Liter: Narcis = 10 Flaschen[7]
- 18 Liter: Goliath bzw. Melchior = 24 Flaschen
- 20 Liter: Solomon = 26 2/3 Flaschen
- 26,25 Liter: Sovereign (nur für Champagner)
- 27 Liter: Primat (nur für Champagner) = 36 Flaschen
- 30 Liter: Melchisedech (nur für Champagner)
- 45 Liter: Demi-John, entspricht einer 60-fach-Flasche
- 50 Liter: ebenfalls Sovereign = 67 Flaschen
- 98,5 Liter: Adelaide[8]

Champagner reift in kleinen Flaschen.

## Verschlüsse

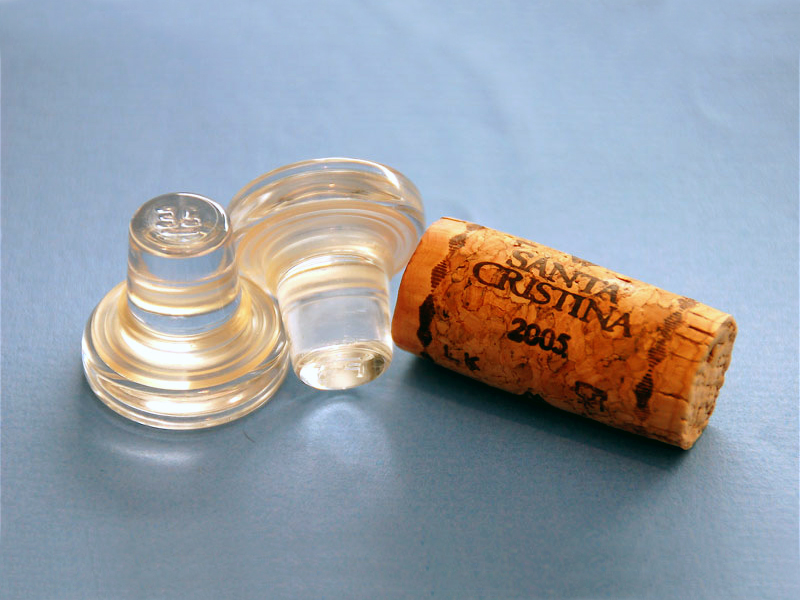
Glasstopfen im Vergleich zum herkömmlichen Korken

Traditionell wird die Weinflasche mit einem Korken verschlossen. Da die Gefahr von Schimmelbildung („Wein mit Zapfen“) besteht, sind Weinflaschen-Korke heutzutage mit einer feinen Silikon- oder Paraffinschicht umgeben. Dadurch ist der Lufteintritt über lange Zeit fast ausgeschlossen und der Wein damit besser haltbar.
Neben der begrenzten Verfügbarkeit von Kork ließ das Problem des Korktons immer wieder Diskussionen um den Korkverschluss aufkommen und hat zu Kunststoff-, Schraub- und Glasverschlüssen geführt. Silikonstopfen halten den Schwefel nicht so gut und lassen die Weine angeblich schneller altern. Eine weitere Alternative sind Glasstopfen, wie das Produkt Vinolok von Preciosa. Für die Dichtung zur Flasche besitzt der Glaskörper eine Manschette aus Kunststoff. Mehr und mehr beginnt sich aber vor allem der Schraubverschluss durchzusetzen. Diese Verschlussart ist preisgünstig und hat sich in Untersuchungen durch seine luftdichte Verschlussweise, die den Wein lange frisch hält, als überaus geeignet herausgestellt. Schon mehr als 4 Milliarden Flaschen werden heutzutage mit Schraubverschlüssen versehen (Stand 2014). Australien gilt als Vorreiter der Entwicklung. Dort werden heute bereits 85 % (Stand 2014) der Weine mit Schraubverschlüssen versehen. Neuseeland bringt es heute sogar schon auf 93 % (Stand 2014).
Generell ist also festzustellen, dass die Verschlussart kein direktes Qualitätsmerkmal darstellt, aber auf die Reifeentwicklung durchaus Einfluss haben kann.

## Flaschenreife
Im Allgemeinen ist dies die Bezeichnung für das Ende des Ausbaus, mit dem der füllfertige Wein auf die Flasche gefüllt wird. Man spricht von erreichter Flaschenreife. Mit Flaschenreife kann allerdings auch die Reife gemeint sein, die der Wein durch das Altern in der Flasche selbst erreicht hat.

## Handelsalternativen
Alternative Verpackungen für den Endverbraucher stellen Bag-In-Boxen und Getränkekartons dar. Neben Glasflaschen wird Wein zunehmend auch in anderen Behältnissen wie Tetra Paks, PET-Flaschen, Papierflaschen Alu-Dosen, Pouchbags oder Plastikbechern verkauft.